# レプリカント・イブ
レプリカント・イブは、2015年公開の日本映画。トワイライトファイルシリーズの第11作目。井上正大、倉田てつを、蝶野正洋、岩田陽葵、山本博子、新谷徹、山本翔太等が出演。

## 概要
トワイライトファイルシリーズの第11作目。初のSF特撮作品として、長年「仮面ライダーシリーズ」「スーパー戦隊シリーズ」の操演、特殊効果を担当した國米修市が映画初監督を務める。主軸キャストにも「仮面ライダーディケイド」・井上正大、「仮面ライダーBLACK」倉田てつをが選ばれた。

## あらすじ
謎の施設。ドクター・ノア最新の発明品「戦闘用のバイオレプリカント・イブ」の機能テストを披露していた。熟練した兵士をいとも簡単に次々と倒すが、加速装置を起動するとどこかに飛んで消えてしまった。
大学生の風間亮は佐伯小夜をデートに誘うが振られてしまう。そこに小夜そっくりのバイオレプリカントが気を失って倒れていたことで、介抱する亮。一方、行方不明のバイオレプリカントを追っていた科学者たちは、小夜をバイオレプリカントと間違え捕捉、拉致。間違えたことに気づくと、地下組織を交え亮たちに迫る。

## 出演者

### 仲良し３人組
- 風間亮（大学生） - 井上正大
- ミツオ（亮の友達） - 新谷徹
- ヤスシ（亮の友達） - 山本翔太

### ミドルエンド社
- ドクターノア（兵器開発者） - 倉田てつを
- 神崎（ノアの助手） - 山本博子
- 男Ａ - 岡翔佳
- 男Ｂ - 菊地佑弥
- 見張りの男 - 星川英勝
- サングラスの男 - 藤本弦太

### 各国バイヤー
- ゼノビア軍司令官 - 蝶野正洋
- 武器商人Ａ - 樋口貴之
- 武器商人Ｂ - 小西平祐
- 武器商人Ｃ - 中西友恵

### バイオレプリカント
- イブ - 岩田陽葵
- サラ - 松田玲莉

### 亮の同級生
- 佐伯小夜 - 岩田陽葵（二役）
- 優花 - 吹上由衣

### アイドル
- 海野洋子 - 松田玲莉（二役）

### 商店街の人々
- 洋服屋のアルバイト - 湯本美咲
- 洋服屋の店員 - 折原陽子
- 花屋の売り子 - 増野美由紀
- 子供Ａ - 関根萌
- 子供Ｂ - 設楽悠大

### 小夜の両親
- 父 - 金沢正成
- 母 - 藤田あゆみ

### 館内アナウンス
- アナウンサー - 内田澪(現・大塚澪)

### 警官
- 警官Ａ - 油布辰樹
- 警官Ｂ - 原雅
- 警官Ｃ - 羽瀬田純

## 音楽
- 主題歌『消えない記憶』作詞：横須賀泰希、作曲・編曲：HΛL、歌：横須賀泰希
- 挿入歌『大切なコト』歌：上野翠、作詞：上野翠、作曲･編曲：クマロボ
- 挿入歌『The Ones』歌：秦文麿、作詞：秦文麿、作曲･編曲：秦文麿

## スタッフ
- 製作 - MIRAI PICTURES JAPAN
- エグゼクティブプロデューサー - 神品信市
- プロデューサー - 毛利孝子、荒井豊
- ディレクター - 奥村伸也、佐藤美貴
- 脚本 - 國米修市
- 監督 - 國米修市
- 製作 - ミライ・ピクチャーズ・ジャパン
- 配給 - 株式会社ＭＩＲＡＩ

## 関連商品
- 2016年1月22日にイーネット・フロンティアからDVD化。